# Uroderma bakeri
Uroderma bakeri — вид родини листконосові (Phyllostomidae), ссавець ряду лиликоподібні (Vespertilioniformes, seu Chiroptera).

## Етимологія
Uroderma Bakeri названий на честь д-р Роберта Бейкера (Robert J. Baker), який присвятив своє життя вивченню найрізноманітніших аспектів природної історії і еволюції Неотропічної фауни ссавців, зокрема вивченню кажанів родини Листконосові. Доктор Бейкер використовував Uroderma як природну модель в кількох дослідженнях починаючи з 1970-х років. 

## Морфологія
Тварина з довжиною передпліччя між 40,89 і 44,63 мм.
Спинна частина сіра з основами волосся світлішими, черевна частина світліша. Тонка біла спинна смуга простягається від шиї до крупа. Морда довга і широка. Лист носа добре розвинений, з жовтими краями, ланцетоподібний. Дві різні білі смуги присутні на кожній стороні обличчя. Невелика чорна пляма присутня над кожним оком. Вуха широкі, трикутної форми, з закругленими кінцями, добре розділені. Вид не має хвоста.

## Середовище проживання
Цей вид широко поширений уздовж східного боку Анд у центральній Колумбії та північній Венесуелі. Він живе в горах тропічних лісів між 500 і 2500 метрів над рівнем моря.